# 金美愛
金美愛（：／ Kim Mee-ae，1969年10月6日—），大韓民國保守派政治人物，第21屆國會議員。